# Улица Пожарского (Нижний Новгород)
Улица Пожарского — улица в исторической части Нижней Новгорода, проходит от Зеленского съезда до улицы Пискунова. Протяжённость улицы 420 м.

## История
Историческое название — Безымянный, Зеленский переулок, Зеленская улица
С XVII века в районе улицы стояла Никольская Верхне-Посадская церковь, в 1930-е годы она была снесена. На месте снесённой церкви была построена гостиница «Москва», впоследствии она сгорела. В конце 1990-х годов во время строительства гостиницы были обнаружены многочисленные останки людей, по преданию — русских ратников, скончавшихся от ран, полученных при освобождении Москвы в 1612 году. Обнаруженные останки были переданы на хранение в Нижегородскую епархию.
В советские времена носила имя русской революционерки Генкиной (1881—1905).
5 ноября 2013 года напротив Никольской башни Нижегородского кремля в память о стоявшей здесь Никольской церкви был заложен храм в честь святителя Николая Чудотворца (проект архитекторов Е. Н. Пестова и Д. В. Михайлычева) и предусмотрено место для погребения обнаруженных при строительных работах останков.
В 2012 году на д. 5 была установлена мемориальная доска в память уроженца Нижнего-Новгорода Н. Г. Добролюбова (1836—1861)

## Достопримечательности
д. 1/2 — Дом Г. А. Поляка
д. 9А — Церковь-часовня Николая Чудотворца
д. 22/4 — Усадьба Н. М. Щелокова
Памятник частному объявлению (на д. 22/4, открыт в 1993 году)

## Известные жители
В доме на месте современного д. 5 (историческое здание не сохранилось) 5 февраля 1836 года родился выдающийся русский публицист и общественный деятель Николай Добролюбов (мемориальная доска).